# Kőszáli Ibolya
Kőszáli Ibolya (Budapest, 1954. november 24. –) magyar színésznő.

## Életpályája
1973 és 1976 között a Nemzeti Színház Stúdiójának hallgatója volt. 1979-től a debreceni Csokonai Színházhoz szerződött. Színész I. minősítést 1984-ben kapott. 1987-től az egri Gárdonyi Géza Színház állandó társulatának alapító tagja. Színjátékot, színészmesterséget tanított több helyen is. (Egri Forrás Gyermekszabadidő Központ Viktória Színpad, Főnix Művészeti Műhely, Straub Dezső Stúdiója).

## Fontosabb színházi szerepei
- Niccolò Machiavelli: Mandragóra.... Sofronia
- Molière: Úrhatnám polgár.... Nicole, szolgáló
- Euripidész: Trójai nők.... I. Rabnő; Andromaché
- Friedrich Schiller: A genovai Fiesco összeesküvése.... Arabella
- Bertolt Brecht – Kurt Weill: Koldusopera.... Polly; Betty
- Valentyin Petrovics Katajev: Bolond vasárnap.... Olga
- Iszaak Oszipovics Dunajevszkij: Szabad szél... Monna
- Borisz Vasziljev: Csendesek a hajnalok.... Gálja Csetverták
- John Steinbeck: Kedves csirkefogók.... Teresina
- George Bernard Shaw: Pygmalion.... A követ felesége
- Peter Weiss: Hölderlin.... szereplő
- Brandon Thomas: Charley nénje.... Ella Delahay
- Nyikolaj Robertovics Erdman: A mandátum.... Papagájos asszony
- Stanisław Tym: A hajó.... Első szakértő
- Johann Nepomuk Nestroy – Heltai Jenő: Lumpáciusz Vagabundusz.... Nánika
- Ruzante: A csapodár madárka.... Szomszédasszony
- Bacchus, avagy a 'bor' comoedia... Ariadna, Bacchus felesége
- Bródy Sándor: A medikus.... Ada
- Füst Milán: A zongora.... Ilona
- Móricz Zsigmond – Móricz Virág: Kivilágos kivirradtig.... Postamesterné
- Molnár Ferenc: Egy, kettő, három.... Posner kisasszony
- Németh László: Villámfénynél.... Virrasztó asszony
- Sarkadi Imre: Oszlopos Simeon.... Feleség
- Jékely Zoltán: Mátyás király juhásza.... Juhász anyja
- Hubay Miklós: Tüzet viszek.... Margit
- Háy Gyula: Tiszazug.... özv. Bíróné
- Schwajda György: Segítség.... Riporternő
- Tamási Áron: Ördögölő Józsiás.... Boricze
- Tamási Áron: Énekes madár.... Harmadik vénasszony
- Déry Tibor – Pós Sándor – Presser Gábor – Adamis Anna: Képzelt riport egy amerikai popfesztiválról.... Marianne
- Ödön von Horváth: Kazimír és Karolin.... szereplő
- Szirmai Albert – Bakonyi Károly – Gábor Andor: Mágnás Miska.... Leány
- Lehár Ferenc: A mosoly országa.... Fini
- Jacques Offenbach: Szép Heléna.... Minerva
- Molnár Andrea: Három kecskék.... Királylány és kecske

## Filmek, tv
- Ítélet előtt (sorozat)

- A tettes is ismeretlen című rész (1982).... Ügyésznő